# Pratt & Whitney Canada PW100
La familia de motores Pratt & Whitney Canada PW100 es una serie de turbohélices de 2.000 a 5.000 c.v. (1.500 a 3.700 kW) construido por la filial canadiense de Pratt and Whitney. El motor entró en servicio en 1984. 

## Diseño
El PW100 utiliza una configuración relativamente inusual de tres ejes. En el PW100, un compresor centrífugo de baja presión (excepto para el PW150 que utiliza un compresor axial de baja presión y tres etapas), dirigidos por una turbina de baja presión de una etapa, recarga un compresor centrífugo de alta presión, movido por una turbina de alta presión de una etapa. La potencia es transferida al rotor exterior a través de una caja de cambios reductora de tres engranajes, conectado con una turbina de dos etapas libres. Otros motores con esta configuración básica son el Rolls-Royce Gem y el Europrop TP400-D6.

## Variantes
PW115
No está ya en servicio. Utilizado en el Embraer EMB 120 Brasilia.
PW118
Certificado en 1986 con un rendimiento máximo continuo de 1.892 escv (1.411 kW), puede ser convertido al PW118A.
PW118A
Certificado en 1987 con un rendimiento máximo continuo de 1.893 escv (1.412 kW), puede ser convertido al PW118B.
PW118B
Certificado en 1996 con un rendimiento máximo continuo de 1.892 escv (1.412 kW).
PW119
No está ya en servicio.
PW119A
Certificado en 1992 con un rendimiento máximo continuo de 1.948 escv (1.453 kW), puede ser convertido al PW119B.
PW119B
Certificado en 1993 con un rendimiento máximo continuo de 1.941 escv (1.448 kW), puede ser convertido en PW119C.
PW119C
Certificado en 1995 con un rendimiento máximo continuo de 1.941 escv (1.448 kW), puede ser convertido en PW119B.
PW120
Certificado en 1983 con un rendimiento máximo continuo de 1.787 escv (1.333 kW), puede ser convertido en PW121.
PW120A
Certificado en 1984 con un rendimiento máximo continuo de 1.892 escv (1.411 kW), puede ser convertido en PW121.
PW121
Certificado en 1987 con un rendimiento máximo continuo de 2.044 escv (1.524 kW), puede ser convertido en PW120.
PW121A
Certificado en 1995 con un rendimiento máximo continuo de 1.992 escv (1.465 kW).
PW123
Certificado en 1987 con un rendimiento máximo continuo de 2.261 escv (1.687 kW), puede ser convertido en PW123B, C, D o E.
PW123AF
Certificado en 1989 con un rendimiento máximo continuo de 2.261 escv (1.686 kW), puede ser convertido en PW123.
PW123B
Certificado en 1991 con un rendimiento máximo continuo de 2.262 escv (1.687 kW), puede ser convertido en PW123.
PW123C
Certificado en 1994 con un rendimiento máximo continuo de 2.054 escv (1.532 kW), puede ser convertido en PW123 o D.
PW123D
Certificado en 1994 con un rendimiento máximo continuo de 2.054 escv (1.532 kW), puede ser convertido en PW123 o C.
PW123E
Certificado en 1995 con un rendimiento máximo continuo de 2.261 escv (1.687 kW), puede ser convertido en PW123.
PW124
No está ya en servicio.
PW124A
No está ya en servicio.
PW124B
Certificado en 1988 con un rendimiento máximo continuo de 2.522 escv (1.881 kW), puede ser convertido en PW123 o PW127.
PW125
No está ya en servicio.
PW125A
No está ya en servicio.
PW125B
Certificado en 1987 con un rendimiento máximo continuo de 2.261 escv (1.687 kW).
PW126
Certificado en 1987 con un rendimiento máximo continuo de 2.323 escv (1.732 kW) puede ser convertido en PW123 o PW126A.
PW126A
Certificado en 1989 con un rendimiento máximo continuo de 2.493 escv (1.859 kW), puede ser convertido en PW123 o PW127D.
PW127
Certificado en 1992 con un rendimiento máximo continuo de 2.619 escv (1.953 kW), puede ser convertido en PW127C, E o F.
PW127A
Certificado en 1992 con un rendimiento máximo continuo de 2.620 escv (1.954 kW), puede ser convertido en PW127B.
PW127B
Certificado en 1992 con un rendimiento máximo continuo de 2.619 escv (1.953 kW).
PW127C
Certificado en 1992 con un rendimiento máximo continuo de 2.880 escv (2.148 kW).
PW127D
Certificado en 1993 con un rendimiento máximo continuo de 2.880 escv (2.148 kW), puede ser convertido en PW127B.
PW127E
Certificado en 1994 con un rendimiento máximo continuo de 2.516 escv (1.876 kW), puede ser convertido en PW127M.
PW127F
Certificado en 1996 con un rendimiento máximo continuo de 2.619 escv (1.953 kW), puede ser convertido en PW127M.
PW127G
Certificado en 1997 con un rendimiento máximo continuo de 3.058 escv (2.281 kW).
PW127H
Certificado en 1998 con un rendimiento máximo continuo de 2.880 escv (2.148 kW).
PW127J
Certificado en 1999 con un rendimiento máximo continuo de 2.880 escv (2.148 kW).
PW127M
Certificado en 2007 con un rendimiento máximo continuo de 2.619 escv (1.953 kW).
PW150A
Certificado en 2007 con un rendimiento máximo continuo de 5.071 escv (3.782 kW).

## Aplicaciones

### Aviones
- ATR 42 (PW120, PW121,PW127E)
- ATR 72 (PW127F)
- BAe ATP (PW126)

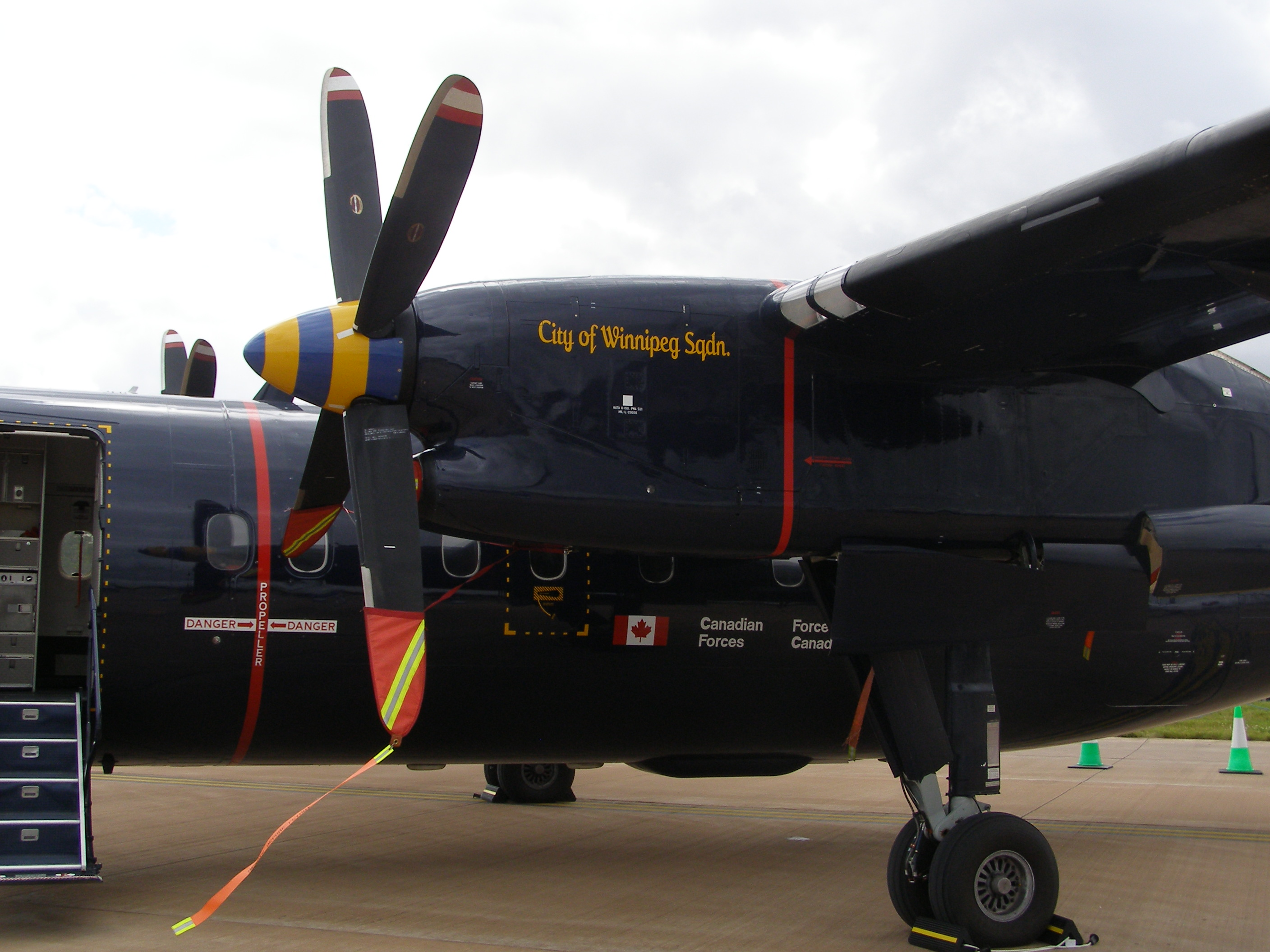
Un PW120A asociado a un CT-142 de las fuerzas canadienses.

- Bombardier 415 (ex Canadair CL-415) (PW123AF)
- Bombardier Q100 (PW121)
- Bombardier Q200/Q300 (PW123)
- Bombardier Q400 (PW150A)
- Dornier 328 (PW119)
- EADS CASA C-295 (PW127G)
- Embraer EMB 120 Brasilia (PW118A)
- Euromil Mi-38 (PW127TS)
- Fokker 50 (PW125B)
- Fokker 60 (PW127B)
- Ilyushin Il-114 (PW127H)
- Xian MA60 (PW127J)

### Otras aplicaciones
- Bombardier JetTrain